# Karya Makmur (Nibung)
Karya Makmur is een bestuurslaag in het regentschap Musi Rawas van de provincie Zuid-Sumatra, Indonesië. Karya Makmur telt 2945 inwoners (volkstelling 2010).